# Jean-Robert Argand
Jean Robert Argand (Ginebra, 18 de julio de 1768-París, 13 de agosto de 1822) fue un contable y tenedor de libros y un talentoso matemático autodidacta francés, nacido en Suiza, que describió en 1806, mientras trabajaba en una tienda de libros en París, la representación geométrica de los números complejos, publicando la idea de lo que se conoce como plano de Argand.

## Biografía
Jean-Robert Argand nació en Ginebra (Suiza), siendo sus padres Jacques Argand y Eva Carnac. Su formación y la educación que recibió son en su mayoría desconocidas. Puesto que su conocimiento de matemáticas fue autodidacta y no perteneció a ninguna de las organizaciones matemáticas (Academias) de su época, probablemente desarrolló sus ideas matemáticas como una afición y no como una profesión.
Argand se trasladó a París en 1806 junto con su familia y, mientras trabajaba en una librería, publicó a sus expensas su Essai sur une manière de représenter les quantités imaginaires dans les constructions géométriques (Ensayo sobre una forma de representar las cantidades imaginarias mediante construcciones geométricas). En 1813 este ensayo fue republicado en la revista francesa Annales de Mathématiques para un público más especializado. El ensayo discute un método de representación gráfica de los números complejos a través de la geometría analítica. Propone la interpretación del valor {\displaystyle i} como una rotación de 90 grados en el plano coordenado, llamado para este fin plano de Argand. En este ensayo también se propone por vez primera la idea de módulo para indicar la magnitud de los vectores y los números complejos, así como la típica notación para los vectores con una flecha horizontal sobre las letras que señalan sus extremos {\displaystyle {\overrightarrow {ab}}}. El asunto de los números complejos también lo estudiaban otros matemáticos coetáneos a Jean-Robert, como Carl Friedrich Gauss y Caspar Wessel. En particular, una comunicación de Wessel en 1799 de una técnica gráfica similar no llamó tanto la atención como la que sí logró el ensayo de Argand.
Argand también es conocido por ofrecer una prueba del teorema fundamental del álgebra en su obra de 1814 Réflexions sur la nouvelle théorie d'analyse (Reflexiones sobre la nueva teoría de análisis [matemático]). Fue la primera prueba rigurosa y completa del teorema, y también la primera prueba en generalizar el teorema fundamental del álgebra para incluir polinomios con coeficientes complejos. La prueba de este teorema fundamental del  álgebra superior fue pronto citada por eminentes matemáticos, como en el Cours d'Analyse de l'École Royale Polytechnique de Cauchy (en su primera edición de 1821, sin atribución de la rigurosa prueba a su autor, Jean-Robert Argand) y en el influyente libro de texto Algebra: An Elementary Text-Book for the Higher Classes of Secondary Schools and for Colleges de George Chrystal. En 1978 fue denominada por la revista especializada The Mathematical Intelligencer una prueba "tanto ingeniosa como profunda".
Jean-Robert Argand murió de causa desconocida el 13 de agosto de 1822 en París.

### Obras
- Essai sur une manière de représenter les quantités imaginaires dans les constructions géométriques (Ensayo sobre una forma de representar las cantidades imaginarias mediante construcciones geométricas), 1806.
- Réflexions sur la nouvelle théorie d'analyse (Reflexiones sobre la nueva teoría de análisis [matemático]), 1814.